# 停溪大捷
停溪大捷是南明军队在抵抗清朝军队中取得的一场战斗胜利。

## 经过
永历六年(1652年)，已经联明抗清的大西军分两路反攻清军，东路出湖广，北路出四川。八月，北路的明将白文选率部反攻重庆。清平西王吴三桂和固山额真李国翰见明军声势浩大，于是同四川巡抚李国英商议决定北撤。二十五日，明军收复重庆，随即派兵追击清军，在距离重庆一百二十里的停溪，将清军包围，并用火器四面围攻。次日明军大败清军，俘虏梅勒章京白含真，清永宁总兵柏永馥率领残余清军狼狈逃至保宁，明军取得了停溪大捷的胜利。

## 影响
停溪大捷收复重庆，南明统治区域与抗清的夔东十三家相接，形成了川东有力的抗清局面。